# Sara Gómez (Autorin)

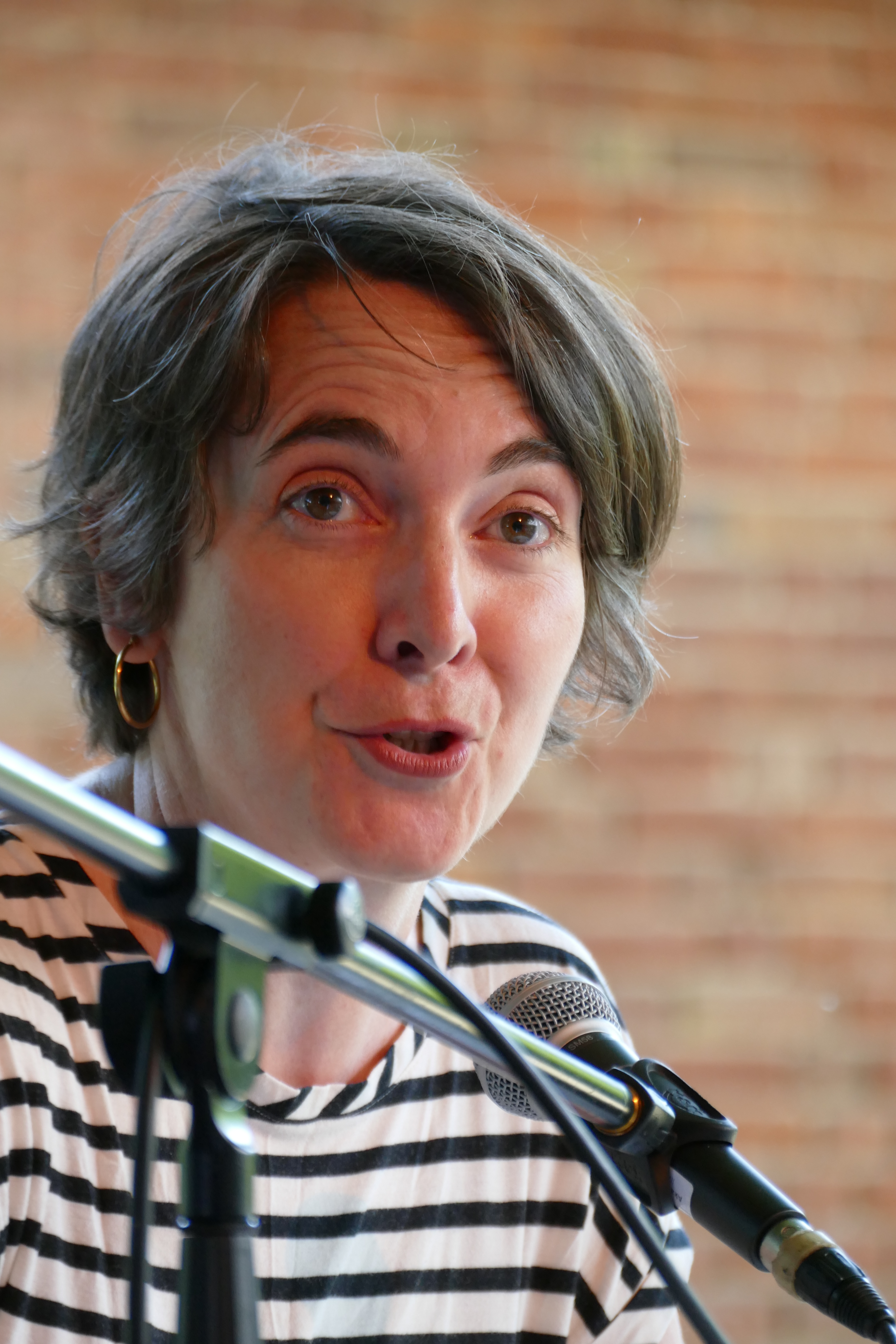
Sara Gómez 2023 auf dem Poesiefestival Berlin

Sara Gómez (geboren 1982 in Herrsching am Ammersee), auch als Sara Gómez Schüller und als Sara Magdalena Schüller bekannt, ist eine deutsch-chilenische Autorin und Übersetzerin.

## Leben und Werk
Sara Gómez war ein Semester lang Gasthörerin an der Universität von Salamanca für Philosophie und Kunst und begann 2003 an der Stiftung Universität Hildesheim ein Studium der Kulturwissenschaften und ästhetischen Praxis mit Schwerpunkt Literatur, das sie 2009 mit Diplom abschloss. Bereits während des Studiums war Sara Gómez auch journalistisch und als Sendungsmacherin für Radio Tonkuhle sowie den Bayerischen Rundfunk tätig, sie leitete daneben auch Workshops. Ihre Diplomarbeit war ein Hörspiel, für das sie ein halbes Jahr in Chile insbesondere im Kreis ihrer Familie recherchiert hatte. Das Hörspiel wurde 2013 unter dem Titel Aus der Ferne: Drei Schwestern von Deutschlandradio Kultur produziert und erstmalig gesendet.
Die lyrischen Texte und Hörspiele von Sara Gómez wurden mehrfach für Preise nominiert, unter anderem für den Irseer Pegasus und den Bayerischen Kunstförderpreis. 2015 gewann Sara Gómez sowohl Haupt-, als auch Publikumspreis des Wartholzer Literaturpreises. 2018 erhielt die Autorin eine online residency des chilenischen Goethe-Instituts zu Ehren des Lyrikers Vicente Huidobro mit dem Titel entreLíneas.huidobro. 2022 war sie Stipendiatin für „Junge Kunst und neue Wege“ des Freistaats Bayern.
Seit 2021 ist Sara Gómez Teil des feministischen Vereins Wepsert, der ein Onlinemagazin betreibt und verschiedene Kulturveranstaltungen organisiert. Sie veröffentlicht seit diesem Jahr auch unter ihrem chilenischen Namen Sara Gómez.
Seit 2023 arbeitet sie außerdem als feministische Selbstverteidigungs- und Selbstbehauptungstrainerin nach dem Konzept „Jede Frau und jedes Mädchen kann sich wehren“ von Sunny Graff, was wiederum in ihre Arbeit als Autorin einfließt.

## Auszeichnungen
- 2007 Finalistin beim Open Mike[4]
- 2008 Online-Residency entreLíneas (huidobro) des chilenischen Goetheinstituts[5]
- 2015 Literaturpreis Wartholz, Hauptpreis und Publikumspreis[6]
- 2022 Stipendiatin für „Junge Kunst und neue Wege“ des Freistaats Bayern[3]

## Veröffentlichungen

### Hörspiele
Als Sara Magdalena Schüller
- 2013: Aus der Ferne: Drei Schwestern. Ein Hörspiel zwischen Chile, Spanien und Deutschland – Regie: Anouschka Trocker (Original-Hörspiel – Deutschlandradio)
- 2016: Amsel – Regie: Judith Lorentz (Originalhörspiel – SWR)
- 2017: Valentina – Regie: Judith Lorentz (Originalhörspiel – SWR)

Quelle: ARD-Hörspieldatenbank

### Prosa
- 2007: Bauflucht, Erzählung, in 15. Open Mike, Allitera Verlag, München, ISBN 978-3-86520-287-1
- 2015 Keine, Erzählung in Volltext – Zeitung für Literatur, 2/2015, Wien

### Übersetzungen
- 2013 de breve infinitud / von kurzer Unendlichkeit, Übersetzung der Gedichte von Dorita Puig aus dem argentinischen Spanisch in Akzente, Hanser Verlag, München, ISSN 0002-3957

### Lyrik
- 2018 Wahnsinn I-IX, Gedichtzyklus, Lichtungen, Nr. 153, Graz, ISSN 1012-4705
- geschlachtete Gletscher. Gedichte aus den Ritzen eurer Geschichte. scaneg Verlag, München 2021, ISBN 978-3-89235-317-1